# 群馬県道239号四万温泉線
群馬県道239号四万温泉線（ぐんまけんどう 239ごう しまおんせんせん）は、群馬県吾妻郡中之条町の四万温泉から国道353号までを結ぶ県道である。

## 概要
鎌倉時代より知られる名湯、四万温泉郷中程にある県道で、四万温泉の新湯地区から四万川の流れに沿って下り、国道353号交点までの延長約1.0 kmの道路である。道路は四万川の右岸側（西側）にあり、対岸の旧四万街道と対となる位置にある。

### 路線データ
- 起点:四万温泉（吾妻郡中之条町四万）
- 終点:吾妻郡中之条町四万（国道353号交点）

## 歴史
- 1959年（昭和34年）9月18日：群馬県より現・道路法に基づき、前身路線にあたる県道中之条四万線（吾妻郡中之条町 - 同郡同町大字四万、整理番号13）が路線廃止される[1]。
- 1976年（昭和51年）10月12日：群馬県より、県道四万温泉線（吾妻郡中之条町大字四万（四万温泉 - 一般国道353号交点）、整理番号329）として路線認定される[2]。

## 路線状況
終点側の国道353号交点から月見橋（四万川に架かる橋梁）までの2車線区間を除き、路線の大部分が1.5車線の道路で制限速度30km/h規制となっている。路線バスも通行し、萩橋の近くには路面に「バスすれ違い場所」と書かれた僅かに幅員が一部広い区間がある。

### 道路施設
- 萩橋（はぎばし）
  - 四万川と新湯川の合流点にある新湯川に架かる橋。

## 地理
四万川の流れの渕に沿って、山裾との僅かな土地を道路が走っており、四万郵便局のある中間部は商店街の通りとなる。終点付近で国道353号に接続するため上り坂になる。

### 通過する自治体
- 群馬県
  - 吾妻郡中之条町

### 交差する道路
- 国道353号 - 中之条町四万（終点）

### 沿線
- 四万温泉
  - 河原の湯共同浴場
  - 塩之湯飲泉所
  - 中之条町営露天風呂（山口露天風呂）
- 四万グランドホテル
- 積善館本館（群馬県指定重要文化財 - 1691年（元禄4年）建築の日本最古ともいわれる湯宿）
- 四万郵便局
- 四万温泉協会